# Piloto (The X-Files)
«Pilot» es el episodio piloto de la serie de televisión de ciencia ficción The X-Files. El episodio se emitió el 10 de septiembre de 1993 en la cadena Fox en Estados Unidos y Canadá. Fue escrito por el creador de la serie Chris Carter y dirigido por Robert Mandel. Como piloto, establecería la historia mitológica de la serie. El episodio en sí fue generalmente bien recibido tanto por los fanáticos como por los críticos, lo que llevó a un creciente culto a la serie antes de que llegara a la corriente principal.
El piloto presenta a los dos personajes principales, Fox Mulder y Dana Scully, interpretados por David Duchovny y Gillian Anderson, respectivamente. El episodio también contó con William B. Davis, Charles Cioffi y Zachary Ansley como los personajes recurrentes El fumador, Scott Blevins y Billy Miles. El fumador se convertiría en el antagonista característico de la serie, apareciendo en todas las temporadas excepto en la octava. El episodio sigue a los agentes especiales del FBI Mulder y Scully en su primer expediente X juntos, investigando una serie de muertes que Mulder cree que son experimentos extraterrestres.
Inspirada en Kolchak: The Night Stalker, la serie fue concebida por Chris Carter en un intento de «asustar a la gente». Al crear los personajes de Fox Mulder y Dana Scully, Carter decidió jugar contra los estereotipos establecidos, convirtiendo al personaje masculino en un creyente y a la mujer en una escéptica, ya que este último papel había sido tradicionalmente masculino en la televisión. El rodaje de «Pilot» se llevó a cabo durante catorce días durante marzo de 1993; con el uso de un presupuesto de 2 millones de dólares, las escenas fueron filmadas en y alrededor del área de Vancouver. Vancouver seguiría siendo el área de producción durante los próximos cinco años, aunque la producción se trasladaría a Los Ángeles desde el inicio de la sexta temporada a instancias de David Duchovny.

## Argumento
En Bellefleur, Oregón, se ve a la adolescente Karen Swenson huyendo por el bosque por la noche. Cuando ella cae, se acerca una figura oscura y ambos quedan envueltos en luz. El cuerpo de Swenson es encontrado más tarde por los detectives de Bellefleur, con dos pequeñas marcas en la espalda baja.
Más tarde, en Washington, D.C, la agente especial del FBI Dana Scully (Gillian Anderson) es convocada a una reunión con el jefe de división Scott Blevins (Charles Cioffi) y un funcionario gubernamental aparentemente anónimo, el fumador (William B. Davis). Está asignada para trabajar con el agente especial Fox Mulder (David Duchovny) en los Expedientes X, una oscura sección del FBI que cubre supuestos casos paranormales. Blevins ha asignado a Scully con el propósito implícito de usar su conocimiento científico para desacreditar el trabajo de Mulder, aunque Blevins nunca le dice esto directamente a Scully y es evasivo cuando ella le pregunta si esa es su intención. Scully se presenta a Mulder, quien muestra su evidencia del caso Swenson. Señala que ella fue el cuarto miembro de su clase de secundaria en morir en circunstancias misteriosas. Mulder también nota un compuesto orgánico desconocido encontrado en el tejido que rodea las marcas en su cuerpo, así como similitudes entre su muerte y otras de todo el país. Mulder cree que la muerte de Swenson se debe a la actividad extraterrestre. Sin embargo, la escéptica Scully expresa incredulidad en la teoría de Mulder.
Cuando el avión de Mulder y Scully sobrevuela Bellefleur, encuentra una turbulencia inexplicable . Mientras conducen por el bosque cerca de la ciudad, la radio del auto de los agentes se vuelve loca; Mulder marca el lugar de este evento pintando con aerosol una «X» en la carretera. Mulder organiza la exhumación de la tercera víctima, Ray Soames, a pesar de las protestas del Dr. Jay Nemman, médico forense del condado . Cuando se abre el ataúd de Soames, se encuentra un cuerpo desecado dentro, que Scully concluye que no es Soames, sino posiblemente un orangután. Encuentra un implante metálico gris en la cavidad nasal del cuerpo.
Mulder y Scully visitan el hospital psiquiátrico donde Soames estuvo internado antes de su muerte y conocen a dos de los excompañeros de clase de Soames: el comatoso Billy Miles (Zachary Ansley) y Peggy O'Dell en silla de ruedas. O'Dell sufre una hemorragia nasal durante la visita de los agentes y se ve que tiene marcas similares a las de Swenson. Fuera del hospital, Mulder le explica a Scully que cree que Miles, O'Dell y las víctimas son secuestrados por extraterrestres .
Esa noche, los agentes investigan el bosque; Scully descubre cenizas extrañas en el suelo, lo que la lleva a sospechar actividad de culto. Sin embargo, llega un detective local y les ordena que se vayan. Conduciendo de regreso a su motel, Mulder y Scully encuentran un destello de luz brillante, y su auto pierde energía, en el mismo lugar donde Mulder había pintado con aerosol la cruz. Mulder se da cuenta de que nueve minutos desaparecieron después del destello, entre las 9:03 y las 9:12 p. m., un fenómeno reportado por abducidos por extraterrestres.
En el motel, Mulder le dice a Scully que su hermana Samantha desapareció cuando él tenía doce años, lo que ha impulsado su trabajo en lo paranormal. Los agentes reciben una llamada anónima que les dice que Peggy O'Dell está muerta. Visitan la escena, ven el cuerpo de O'Dell pero no la silla de ruedas, y se les informa que murió corriendo hacia el tráfico. Ella había muerto a las 9:03 p. m..
A Mulder se le informa que el cuerpo disecado ha sido robado de la morgue. Los agentes regresan a su motel para encontrarlo en llamas y todas sus pruebas destruidas. La hija de Nemman, Theresa, se pone en contacto con los agentes para pedir ayuda. Les dice que se ha despertado en medio del bosque varias veces y teme por su vida. Tiene las mismas marcas y le sangra la nariz. Su padre y el detective, que se reveló como el padre de Billy Miles, llegan y se la llevan. Los agentes se preguntan por los cuerpos de las dos primeras víctimas y regresan al cementerio; encuentran las tumbas ya excavadas y los ataúdes desaparecidos. Mulder se da cuenta de que Billy es responsable de llevar a las víctimas al bosque. Al regresar al bosque, se encuentran nuevamente con el detective Miles, pero escuchan un grito y encuentran a Billy cerca con Theresa en sus brazos.
Un par de semanas después, Billy Miles es sometido a hipnosis. Recuerda cómo fue secuestrado en el bosque mientras él y algunos compañeros celebraban su graduación. Con el tiempo, los compañeros de clase fueron sometidos a pruebas por los extraterrestres y luego asesinados cuando las pruebas fallaron. Scully le proporciona a Blevins el implante de metal, la única prueba que queda. Más tarde se entera de Mulder que faltan los archivos del caso de Billy. Mientras tanto, el fumador almacena el implante, entre otros implantes idénticos, en una amplia sala de pruebas dentro del Pentágono.

## Producción

### Preproducción

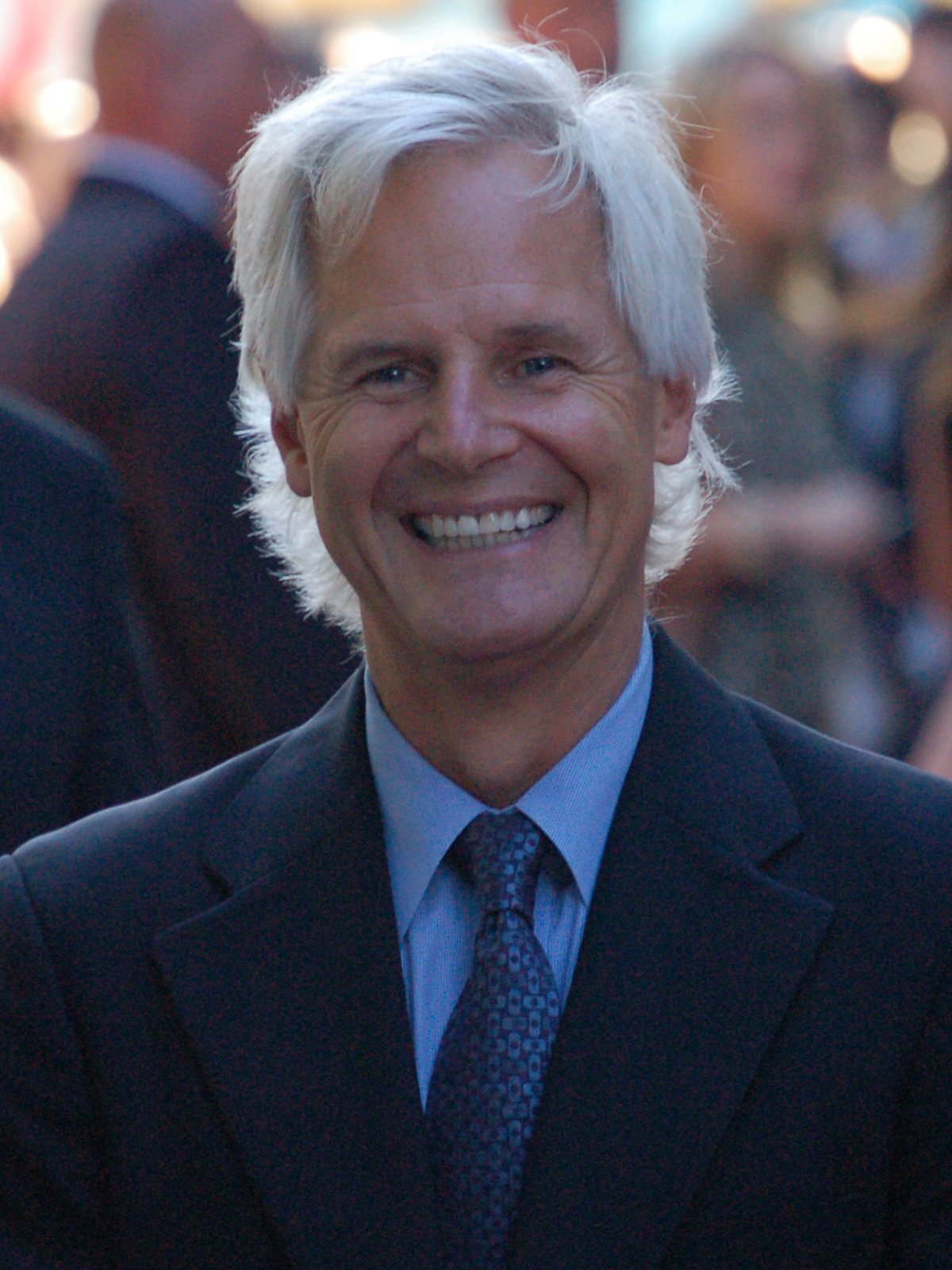
Chris Carter concibió y escribió el episodio piloto de The X-Files, inspirándose en la serie de lá década de 1970 Kolchak: The Night Stalker.

Al concebir el episodio, Chris Carter quería «asustar a la gente». Una influencia notable en la concepción del episodio fue Kolchak: The Night Stalker, una serie de la década de 1970. Esto llevó a la idea de que dos agentes investigaran eventos paranormales. Al crear los personajes de Fox Mulder y Dana Scully, Carter decidió jugar contra los estereotipos establecidos, convirtiendo al personaje masculino en un creyente y a la mujer en una escéptica, ya que este último papel tradicionalmente había sido masculino en la televisión.
Al elegir a los actores para las dos partes principales, Carter tuvo dificultades para encontrar una actriz para Scully. Cuando eligió a Gillian Anderson para el papel, la cadena quería reemplazarla. Carter creía que respondieron negativamente al casting porque «ella no tenía las cualidades obvias que los ejecutivos de la red han llegado a asociar con los programas de éxito». Durante la audición de Anderson, Carter sintió que ella era una «actriz excelente», y en una entrevista posterior, señaló: «Ella entró y leyó el papel con una seriedad e intensidad que yo sabía que el personaje de Scully tenía que tener y yo sabía [...] era la persona adecuada para el papel». David Duchovny, por otro lado, se encontró con una respuesta más positiva de la cadena, Carter incluso dijo que era un «favorito temprano». William B. Davis, quien hizo su primera aparición como el villano recurrente el fumador en este episodio, originalmente había hecho una audición para una parte más grande del episodio, diciendo «Hice una audición para el agente sénior del FBI que tenía tres líneas. No obtuve esa parte, obtuve la parte sin líneas».

### Rodaje
El rodaje de «Pilot» se llevó a cabo durante catorce días durante marzo de 1993; utilizando un presupuesto de 2 millones de dólares. La filmación del episodio tuvo lugar en Vancouver, Columbia Británica y sus alrededores. La serie usaría el área para la producción durante los próximos cinco años, aunque la producción se trasladaría a Los Ángeles desde el comienzo de la sexta temporada a instancias de David Duchovny.
La escena ambientada en el cementerio de la ciudad se rodó en el parque Queen Elizabeth, lo que marcó la primera vez que la ubicación se utilizó para representar un cementerio; la ubicación se usaría más tarde para el mismo propósito en el episodio de la cuarta temporada «Kaddish». Las tomas del interior del hospital psiquiátrico fueron filmadas en un edificio en desuso propiedad del Hospital Riverview en Coquitlam, y marcaron la primera vez que el equipo se reunió con el productor R. W. Goodwin. La escena final del almacén del episodio se filmó en un almacén de documentos perteneciente a la sede de la cadena de televisión canadiense Knowledge. También se utilizó una oficina en el mismo edificio para la reunión de la sala de juntas al comienzo del episodio. Las escenas que involucran al fumador requirieron un permiso especial para ser filmadas, a fin de permitir que el actor William B. Davis fume en un edificio público. Todas las tomas del interior de la sede del FBI se filmaron en la sala de redacción principal de Canadian Broadcasting Corporation, como el equipo de producción descubrió que las oficinas de diseño abierto que deseaban representar ya no existían, y por lo general se habían convertido en cubículos. Sin embargo, se descubrió que trabajar con el horario de transmisión de CBC era demasiado difícil de manejar, y los episodios posteriores de la serie replicaron la ubicación en un escenario de sonido. Las escenas del bosque se rodaron en el lugar de Lynn Valley, en la Reserva de Conservación del Bajo Seymour, anteriormente conocida como Bosque de Demostración Seymour. El equipo gastó 9,000 dólares en la construcción de caminos de madera para que el equipo, el elenco y el equipo se movieran fácilmente por el área. Se filmaron escenas adicionales en la sede de BC Hydro; mientras que el apartamento de Scully estaba representado por una ubicación utilizada solo en este episodio y el tercer episodio, «Squeeze», el uso de esta ubicación se suspendió una vez que se hizo evidente que la mayoría de los ángulos inversos mostrarían un gran estacionamiento al otro lado de la calle.
Al artista de efectos de maquillaje Toby Lindala se le encomendó la tarea de crear un accesorio que permitiera a la actriz Sarah Koskoff simular una hemorragia nasal en la cámara, en lugar de utilizar trucos de edición y maquillaje fuera de la pantalla. Sin embargo, durante las tomas de prueba, el tubo del accesorio estalló, lo que provocó que la sangre del escenario comenzara a gotear por la frente de Koskoff, en lugar de por la nariz. Gillian Anderson ha expresado su disgusto por la escena en la que su personaje, Dana Scully, visita a Fox Mulder en su habitación de motel en ropa interior para que examine una herida sospechosa que resulta ser picaduras de insectos. La actriz sintió que la escena era demasiado gratuita y dijo que «realmente no había una razón para ello. Las mordeduras podrían haber estado en mi hombro o algo así». Sin embargo, Carter ha explicado que la escena simplemente tenía la intención de resaltar la relación platónica entre los dos papeles principales.

### Posproducción
El trabajo de posproducción del episodio se terminó en mayo de 1993, y la versión final del episodio se ensambló solo tres horas antes de su proyección preliminar para los ejecutivos de la cadena. Se agregaron al episodio imágenes de archivo del exterior del edificio J. Edgar Hoover, aunque los episodios posteriores filmarían nuevas tomas exteriores utilizando la Universidad Simon Fraser como lugar de sustitución. La escena climática de la abducción con Billy Miles en un claro del bosque presentó un remolino de hojas creadas con imágenes de computadora por el diseñador visual de la serie Mat Beck; que Carter ha descrito como más complicado de lograr que el desembarco de Normandía.

### Escenas eliminadas
El guion original da más información sobre la visita de Scully a la oficina de Scott Blevins. La escena que presenta a Scully en el guion se desarrolla justo antes de su visita y tiene lugar en la Academia del FBI en Quantico, Virginia, donde enseña a un pequeño grupo de aprendices sobre la fisiología del homicidio, específicamente la electrocución y la muerte por picana. Su atención es distraída por un agente que entra a la habitación y le entrega una nota que dice: «Se requiere su asistencia en Washington a las 1600 h en punto». Scully revisa su reloj digital, que marca las 1:03. La mayor parte, al menos, de esta escena fue filmada, pero la escena se omitió en la versión final del episodio. La siguiente escena es aquella en la que Scully informa a la recepcionista en la sede del FBI; el guion incluye a Scully mostrando su placa a la recepcionista y un diálogo para el papel de la recepcionista mientras le dice a Scully: «Vea al jefe de sección Blevins. Tercer piso, división de delitos violentos». En la versión final del episodio, la insignia de Scully no aparece en ninguna de las escenas y la recepcionista no habla.
Se cortaron dos escenas filmadas de la versión final del episodio. Ambos presentaban a Tim Ransom como el novio de Scully, Ethan Minette. En el primero, Minette y Scully se encuentran, y Scully cancela los planes para unas vacaciones que los dos habían acordado, debido a su asignación al caso de Oregón.  La segunda escena muestra brevemente a Scully respondiendo una llamada telefónica de Mulder mientras duerme en la cama con Minette, aunque esta última no tiene diálogo. La incorporación del novio de Scully fue un intento de los ejecutivos de Fox de crear el interés romántico que sentían que no existía entre Mulder y Scully. Chris Carter finalmente descubrió que era «muy fácil» eliminar al personaje del episodio, tanto porque sus apariciones parecían ralentizar las escenas en las que Mulder y Scully están juntos como por el hecho de que Carter encontró la relación de Scully con su compañero del FBI. ser más interesante y emocionante que la relación con su novio.

## Recepción
«Pilot» se estrenó en la cadena Fox el 10 de septiembre de 1993. El episodio obtuvo una calificación Nielsen de 7,9, con una participación de 15, lo que significa que aproximadamente el 7,9 por ciento de todos los hogares equipados con televisión, y el 15 por ciento de los hogares que ven televisión, sintonizaron el episodio. Fue visto por 7,4 millones de hogares y 12,0 millones de espectadores.
Fue bien recibido por varios de los futuros miembros del equipo de la serie. El productor y escritor Glen Morgan sintió que la «fusión de The Silence of the Lambs y Close Encounters of the Third Kind» del episodio fue impresionante; también sintió que era la única serie de televisión verdaderamente aterradora en ese momento. El escritor Howard Gordon declaró que «el piloto marcó el tono del programa con mucho éxito», y señaló la dificultad inherente de presentar tanto la premisa de una serie como su elenco principal en «cuarenta y ocho minutos» y descubrió que el episodio había logrado ambos, siendo «una tremenda síntesis de todas las partes». Chris Carter también relató que la proyección de prueba del episodio para Rupert Murdoch y otros ejecutivos de Fox fue recibida con «aplausos espontáneos».
En general, el episodio fue bien recibido tanto por los fanáticos como por los críticos. La revista Variety criticó el episodio por «usar conceptos reelaborados», pero elogió la producción y señaló su potencial. En cuanto a la actuación, Variety afirmó: «La delineación de Duchovny de un científico serio con sentido del humor debería ganarle partidarios, y la vacilante escéptica de Anderson conecta bien. Son un equipo sólido...». Variety también elogió la escritura y la dirección: «La genial dirección de Mandel del ingenioso guion de Carter y la ingeniosa presentación en sí le dan un impulso a la ciencia ficción televisiva». La revista concluyó, «El guion de Carter es fresco sin ser cohibido, y los personajes son envolventes. La serie comienza con impulso e imaginación, ambos son innovadores en la televisión reciente». Entertainment Weekly señaló que Scully «se creó como una burlona escéptica en el piloto, pero progresó hacia la fe a lo largo de la temporada». Después de la emisión de sólo cuatro episodios, la reseña calificó a The X-Files como «el programa más paranoico y subversivo de la televisión», y señaló la «maravillosa tensión entre Anderson, quien tiene dudas sobre estos eventos, y Duchovny, quien tiene la mirada de un verdadero creyente». Keith Phipps, escribiendo para The A.V. Club, elogió el episodio, calificándolo con una A–. Sintió que la premisa del episodio funcionó bien para «establecer una plantilla» para episodios futuros, y señaló que la química entre Duchovny y Anderson «ya estaba allí» desde el principio. Matt Haigh, que escribe para Den of Geek, revisó el episodio de manera positiva y elogió la química entre los papeles principales y la calidad del guion. En 2012, SFX lo nombró el décimo mejor piloto de televisión en el género de ciencia ficción y fantasía, diciendo que «nos trajo todo lo que esperábamos del programa». La trama de «Pilot» también fue adaptada como novela para adultos jóvenes en 1995 por Les Martin, bajo el título X Marks the Spot.

### Novelización
- X Marks the Spot en Internet Speculative Fiction Database (en inglés)

- Datos: Q1969580